# Цховребашвілі Валнін Володимирович
Валнін Володимирович Цховребашвілі (9 квітня 1933, місто Боржомі, тепер Боржомський муніципалітет, Самцхе-Джавахеті, Грузія — ?) — радянський діяч, 1-й секретар Південно-Осетинського обласного комітету КП Грузії. Член ЦК КПРС у 1990—1991 роках.

## Життєпис
Народився в родині грузинського радянського партійного діяча Володимира Цховребашвілі.
Член ВКП(б) з 1952 року.
У 1957 році закінчив Тбіліський державний медичний інститут.
У 1957—1960 роках — науковий співробітник науково-дослідного інституту переливання крові в місті Тбілісі.
У 1960—1982 роках — головний лікар санаторіїв у містах Цхалтубо і Тбілісі Грузинської РСР.
У 1982—1986 роках — директор курсів Грузинської республіканської ради із управління курортами професійних спілок.
У 1986—1989 роках — голова Цхалтубської територіальної ради курортів професійних спілок Грузинської РСР.
У 1989 році — головний лікар Цхалтубського об'єднання санаторно-курортних закладів професійних спілок Грузинської РСР.
У 1989—1990 роках — заступник завідувача відділу Управління справами Ради міністрів Грузинської РСР.
У січні 1990 — квітні 1991 року — 1-й секретар Південно-Осетинського обласного комітету КП Грузії.
З 1991 року — на пенсії.